# Вулиця Миколи Савича
Ву́лиця Миколи Савича (Менделеєва, Присутня, Сабанєїв Міст) — вулиця в Одесі. Починається від Європейської площі і закінчується перетином з вул. Гоголя.

## Назва
У Російській імперії вулиця мала назву Присутня, через те що вела до державних установ (рос. «присутственных мест») на Приморському бульварі (будинок  7). До 1995 року вулиця називалася Менделеєва, а e  1995 році отримала назву Сабанєїв Міст, від моста, який знаходиться по центру вулиці та дозволяє перейти через Військовий узвіз. Від  26 липня 2024 року носить назву вул. Миколи Савича, українського журналіста, члена Кирило-Методіївського товариства й Імператорського Одеського товариства історії і старожитностей, Миколи Савича.

## Історія
Район вулиці почав забудовуватися досить пізно. На плані 1826 року архітектора Джорджо Торічеллі на місці нинішньої вулиці не було жодної будівлі. На вулиці розташовані всього лише шість будівель, які є пам'ятками історії та архітектури. Однією з перших будівель на вулиці став збудований у 1830 році (за проєктом того ж Торічеллі) будинок для ротмістра І. Хорвата. Згодом будинок був придбаний одним з Толстих, а з 1934 року є частиною одеського Будинку вчених. В будинку № 3 мешкав виконувач обов'язків одеського міського голови Дмитро Борисович Нейдгардт.

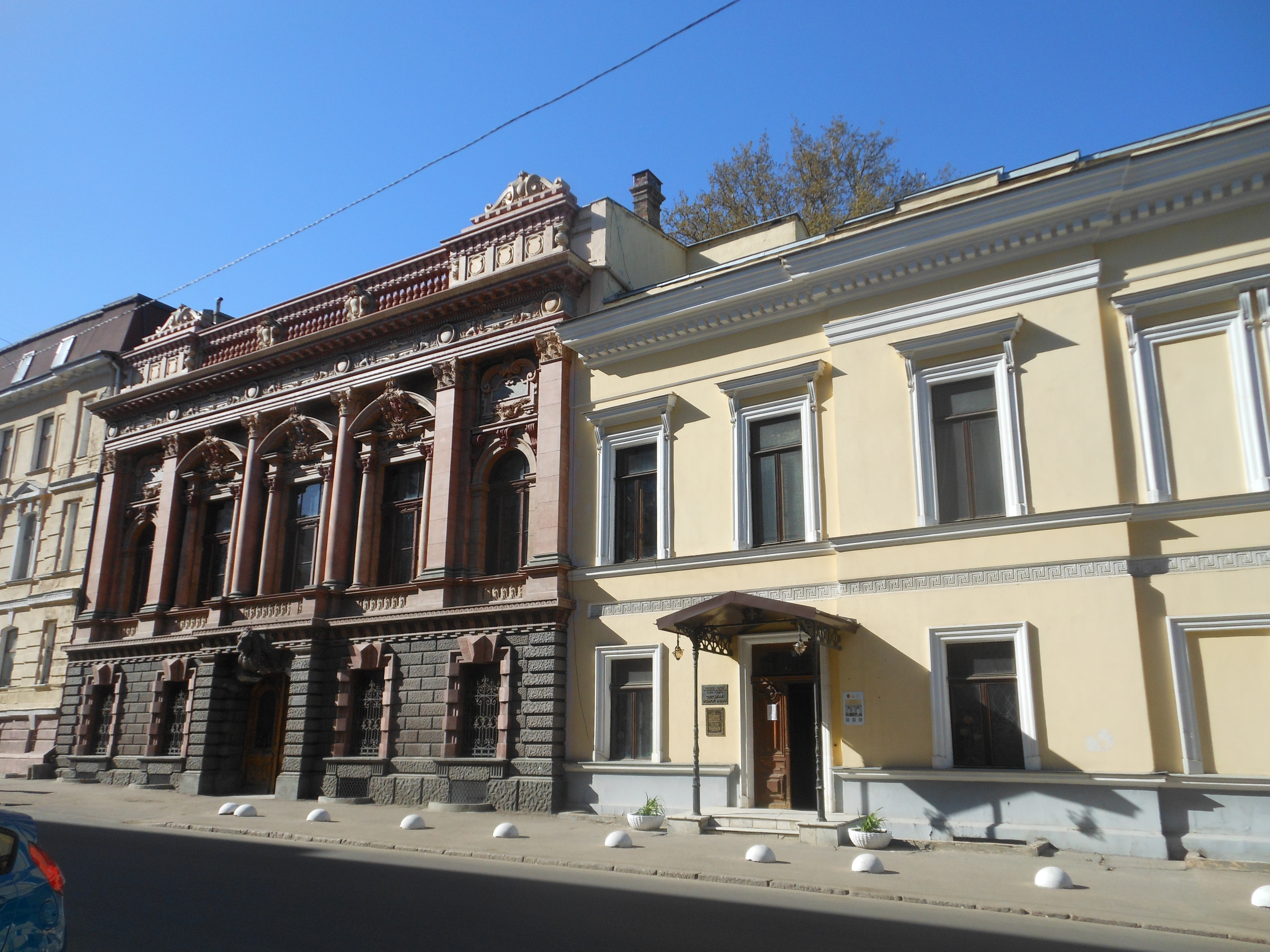
Комплекс будівель родини Толстих (вул. Миколи Савича, 4)
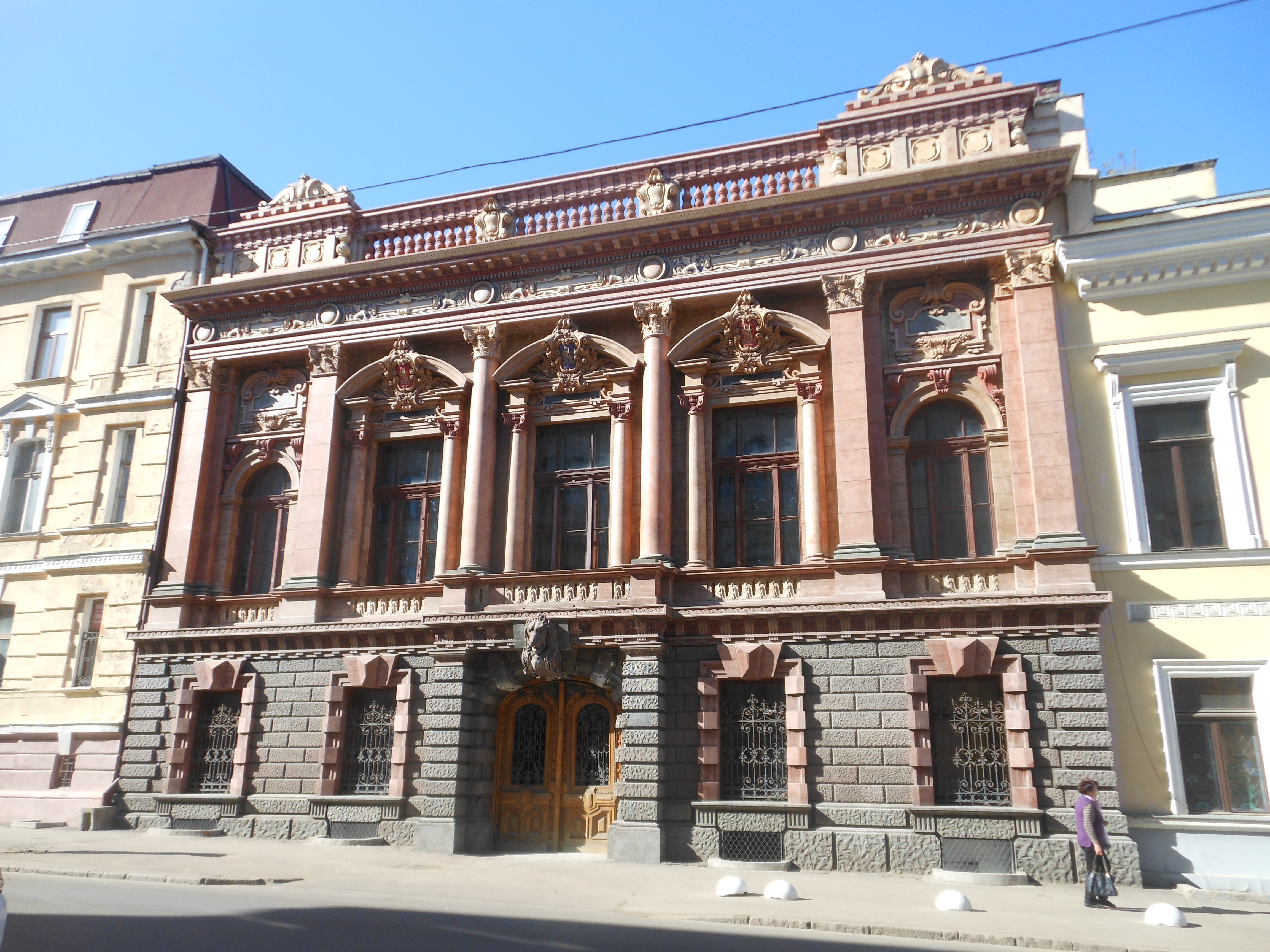
Будівля картинної галереї мецената ґрафа М. Толстого